# Flammabriss
Ein Flammabriss ist das Erlöschen einer Flamme in einer Verbrennungsmaschine oder anderer auf Verbrennung basierender Anlagen und Einrichtungen.

## Strahltriebwerk
Ein Flammabriss bei der kontinuierlichen Verbrennung in den Brennkammern von Strahltriebwerken und Propellerturbinen ist die Folge einer technischen Unregelmäßigkeit. Zum Teil wird hierfür auch im Deutschen die englische Bezeichnung flameout oder der Begriff Triebwerkserlöschen verwendet.
Ursachen für einen Flammabriss können zum Beispiel eine plötzliche Unterbrechung des Luftstroms, das Eindringen großer Mengen Wasser oder von Fremdkörpern, Verunreinigungen im Kraftstoff oder auch der Zustand des Pumpens im Turboverdichter sein. Häufig wird dieser Effekt auch durch Strömungsabriss der zu verdichtenden Luft auf den aerodynamisch geformten Luftverdichterschaufeln hervorgerufen, zum Beispiel durch Überschall-Druckwellen im Triebwerkseinlauf, schlagartige, extreme Wechsel des Anstellwinkels wie zum Beispiel beim sog. Kobramanöver oder Flüge mit negativem g-Wert. Vibrationserscheinungen bei der Verbrennung, welche auf beginnende Verdichterinstabilität zurückzuführen sind, erlangen Bedeutung für die Flammenstabilisation der Brennkammer. Das Zusammentreffen von reichem bzw. armem Brenngemisch (Anfang der chemischen Instabilität) mit großer Geschwindigkeit und Luftschwingungen (beginnende gasdynamische Instabilität) kann zu Flammenabriss führen, obwohl die Erscheinungen einzeln die Verbrennung noch aufrechterhalten.
Bei frühen Strahltriebwerken (wie zum Beispiel bei denen der Messerschmitt Me 262) traten oft Fehler bei der Bemessung der zugeführten Kraftstoffmenge bei schneller Beschleunigung oder Drosselung der Triebwerke auf, was z. B. im Landeanflug oft notwendig ist. Durch diese Fehler, hervorgerufen durch unausgereifte mechanische Kraftstoffregler, überfettet oder verarmt das Kraftstoff-/Luftgemisch so stark, dass die Flamme in der Brennkammer erlischt.
Ein flameout in geringer Höhe war meist mit einem Totalverlust des Fluggeräts verbunden. Auch bei modernen Jets können Flammabrisse auftreten, jedoch führen derartige Triebwerksprobleme nur noch selten zu Gefahrensituationen. Abstürze einiger F-16 der NATO-Luftstreitkräfte in Deutschland wurden auf Flammabrisse zurückgeführt.

### Bekannte Fälle
- Januar 1975: Eine nicht korrekt befestigte Wartungsklappe des Verdichters sorgte für einen Flammabriss beim Absturz einer MiG-21 in Cottbus 1975. Bei dem Absturz starben der Pilot sowie sechs weitere Menschen.
- November 2002: Beim Testflug eines Eurofighter Typhoon mit Vorserien-Triebwerken erfolgte beim Zünden des Nachbrenners durch die noch nicht vollständig geöffneten Schubdüsen beider Triebwerke ein Rückstau, welcher einen Flammabriss zur Folge hatte. Das Flugzeug wurde beim Absturz vollständig zerstört, die zweiköpfige Besatzung konnte sich mit dem Schleudersitz retten.[8]
- Oktober 2004: Der Besatzung des Pinnacle-Airlines-Flug 3701 einer Bombardier CRJ200 gelang es nach einem selbstverschuldeten flame out in 41.000 Fuß (12.500 Metern) Höhe nicht mehr, die Triebwerke neu zu starten. Bei dem Absturz starben Kapitän und Copilot.
- Februar 2015: Flammabriss in einem Triebwerk als Auslöser einer Verkettung von Umständen, die auslösend für den Absturz des TransAsia-Airways-Flug 235 waren.

## Weitere Vorkommen von Flammabriss
- Auch bei Brennern in Kraftwerken und anderen energietechnischen Anlagen kann es zu Flammabriss kommen.[9]
- Das Ausblasen einer Kerze ist die gezielte Anwendung des Flammabrisses.